# دیتریش فون شولتیتس
ژنرال دیتریش فون شولتیتس (به آلمانی: Dietrich von Choltitz)‏ (۹ نوامبر ۱۸۹۴، شلوس ویز - ۴ نوامبر ۱۹۶۶، بادن-بادن):فرمانده ارشد نظامی ارتش آلمان نازی در جنگ جهانی دوم و فرماندار نظامی پاریس در روزهای پایانی اشغال آن شهر بود.

## دوره خدمت
وی طی جنگ جهانی اول در قوای آلمانی سمت ستوانی را بر عهده داشت. وی در سال ۱۹۲۹ به سمت سروان سواره‌نظام برگزیده شد. بعد از آن وی به سمت فرمانده گردان سوم لشکر ۱۶ ارتش آلمان درآمد. وی در این سمت ابتدا درجه سرگردی داشت اما سپس در سال ۱۹۳۸ به درجه سرهنگ دومی رسید.
در طی جنگ جهانی دوم گردان تحت فرماندهی فون شولتیتس در فتح روتردام شرکت داشت که با پیروزی در این نبرد فون شولتیتس به نشان صلیب شوالیه مفتخر شد.
در سپتامبر ۱۹۴۰ وی به فرماندهی کل هنگ با درجه سرهنگ تمامی منصوب شد. در طی درگیری‌های متحدین با نیروهای شوروی، هنگ تحت رهبری وی وظیفه محاصره شهر سواستوپول را در ژوئن ۱۹۴۲ برعهده داشت. در همان سال وی به درجه سرلشکری ارتقا یافت و در سال ۱۹۴۳ به درجه سپهبدی رسید. وی نیابت فرماندهی لشکر ۲۶۰ پیاده‌نظام و فرماندهی لشکر ۴۸ زرهی آلمان را برعهده داشت. از مارس ۱۹۴۴ وی در جبهه ایتالیا و از ژوئن همان سال در جبهه غرب می‌جنگید.

## فرمانداری نظامی پاریس
در تاریخ اول آگوست سال ۱۹۴۴ فون شولتیتس به سمت فرماندهی پیاده‌نظام ارتش آلمان ارتقا یافت. وی چند روز بعد در تاریخ ۷ آگوست همان سال به سمت فرماندار نظامی پاریس انتخاب شد.
فون شولتیتس با درایت خود مانع از شورش ساکنان پاریس شد. وی با مذاکره مداوم با دشمنان، ارتباط مستقیم با مردم، تظاهر به قدرت و عدم آسیب به آثار معروف پاریس مانع از شورش پاریسی‌ها در روزهای آخر اشغال پاریس شد.
وی در ۲۵ آگوست ۱۹۴۴ به همراه ۱۷٬۰۰۰ نیروی تحت فرماندهی خود به ژنرال فرانسوی فیلیپ لوکلورک دواتکلوک و رهبر نیروهای مقاومت، هانری رول-تانگوی در ایستگاه قطار مون پارناس تسلیم شد. به خاطر عملکرد فون شولتیتس در پاریس و به ویژه در این قضیه و مانع‌شدن وی از شکل‌گیری استالینگراد دیگر بعضی وی را نجات‌دهنده پاریس می‌نامند.
وی در فتح پاریس به دست متفقین به اسارت آنان درآمد و تا سال ۱۹۴۷ در زندان به سرمی‌برد.
فون شولتیتس در نوامبر ۱۹۶۶ بر اثر صدمات مزمن حاصل از جنگ در بیمارستان اصلی شهر بادن-بادن بدرود حیات گفت. مراسم خاکسپاری وی با حضور فرماندهان ارشد نظامی فرانسه در قبرستان بادن-بادن برگزار شد و وی در همان‌جا به خاک سپرده شد.